# Mistrzostwa Świata w Lotach Narciarskich 2010
Mistrzostwa Świata w Lotach Narciarskich 2010 – 21. edycja mistrzostw świata w lotach narciarskich, która została przeprowadzona między 18 a 21 marca 2010 na mamuciej skoczni Letalnica w Planicy.
Przeprowadzone zostały dwie konkurencje – konkurs indywidualny, składający się z czterech serii i drużynowy na skoczni HS 215. Oba konkursy zostały rozegrane według nowego systemu punktacji, w którym oprócz not za styl i długości skoku, wpływ na notę końcową skoczka miały dodatkowo: siła i kierunek wiatru oraz długość najazdu na próg.
W zawodach indywidualnych złoty medal zdobył Simon Ammann, który wyprzedził Gregora Schlierenzauera i Andersa Jacobsena. W konkursie drużynowym najlepsi okazali się reprezentanci Austrii w składzie: Wolfgang Loitzl, Thomas Morgenstern, Martin Koch i Gregor Schlierenzauer. Srebro zdobyła drużyna Norwegii, a brąz drużyna Finlandii. Do zawodów zostało zgłoszonych 70 skoczków z osiemnastu narodowych reprezentacji.
Rozegrane w 2010 roku mistrzostwa świata w lotach narciarskich były 21. edycją tej imprezy i jednocześnie szóstymi mistrzostwami na obiekcie w Planicy.

## Przed mistrzostwami

### Faworyci konkursu

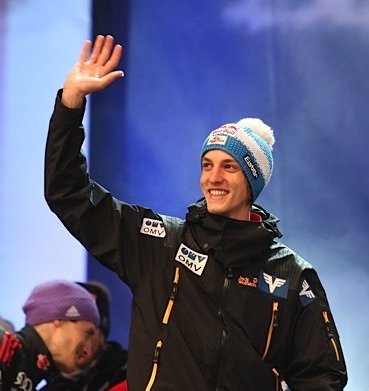
Gregor Schlierenzauer, obrońca tytułu mistrza świata w lotach narciarskich z 2008 roku.

Sezon 2009/2010, w którym przeprowadzone zostały mistrzostwa świata w lotach w Planicy był sezonem olimpijskim. W dniach 13–22 lutego rozegrano konkursy skoków narciarskich w ramach Zimowych Igrzysk Olimpijskich 2010 w Vancouver. W konkursach indywidualnych dwukrotnie złoty medal wywalczył Simon Ammann, dwukrotnym wicemistrzem został Adam Małysz, a dwa brązowe medale zdobył Gregor Schlierenzauer. W rywalizacji drużynowej najlepsza okazała się reprezentacja Austrii.
Cztery dni przed rozpoczęciem mistrzostw świata zakończono zmagania skoczków narciarskich w Pucharze Świata. Kryształową kulę zdobył Simon Ammann, który w klasyfikacji wyprzedzał Gregora Schlierenzauera, Thomasa Morgensterna, Andreasa Koflera i Adama Małysza. Dziewięć spośród konkursów wygrał Ammann, a osiem Schlierenzauer. W dwóch konkursach na najwyższym stopniu podium stawał Morgenstern, a po jednym zwycięstwie na swoim koncie mieli: Bjørn Einar Romøren, Andreas Kofler, Robert Kranjec i Anders Jacobsen. Rozegrano także cztery konkursy drużynowe, zaliczane do Pucharu Narodów, spośród których dwa wygrała drużyna austriacka, a po jednych zawodach wygrali Niemcy i Norwegowie.
W Pucharze Świata 2009/2010 przeprowadzono cztery konkursy na skoczniach mamucich – trzy indywidualne i jeden drużynowy. W zawodach indywidualnych najlepsi byli Kranjec, Schlierenzauer i Jacobsen, a w rywalizacji drużynowej triumfowała ekipa Austrii.
Do faworytów konkursu Mistrzostw Świata w Lotach Narciarskich 2010, poza najlepszą piątką Pucharu Świata, zaliczano także takich zawodników jak: Bjørn Einar Romøren, Antonín Hájek, Noriaki Kasai, Martin Koch, Robert Kranjec, Matti Hautamäki, Anders Jacobsen, czy Harri Olli. Obrońcą tytułu z mistrzostw w 2008 roku był Gregor Schlierenzauer, który wyprzedził wówczas Martina Kocha i Janne Ahonena.

### Organizacja
Za organizację Mistrzostw Świata w Lotach Narciarskich 2010 odpowiadał komitet, którego przewodniczącym był Drago Bahun. W skład komitetu organizacyjnego weszli także między innymi: Jure Željav – burmistrz Kranjskiej Gory, Gabrijel Gros – dyrektor zawodów w Planicy, Matjaž Rakovec – przedstawiciel jednego ze sponsorów, a także przedstawiciele Słoweńskich Sił Zbrojnych, policji i ratownictwa medycznego. Powołany został także komitet honorowy, w skład którego weszli: Miloš Kovačič – biznesmen, były zarządca firmy Krka d.d., Janez Gorišek – konstruktor Letalnicy i innych skoczni narciarskich, a także Izidor Rejc – poseł i ekonomista, były minister budownictwa w rządzie Słowenii.
Cena biletów wstępu na konkursy wynosiła 18 euro za każdy dzień zawodów dla osób powyżej 15. roku życia oraz 3 euro za dzień dla dzieci do 15 lat.

#### Program mistrzostw
Przed rozpoczęciem mistrzostw świata komitet organizacyjny przedstawił program wszelkich wydarzeń dotyczących przyjęcia zespołów oraz przeprowadzanych serii skoków. 17 marca 2010 do Planicy przybyli zawodnicy zgłoszeni do startu w mistrzostwach świata. Tego samego dnia o godzinie 18:00 odbyło się spotkanie kapitanów poszczególnych ekip. Następnego dnia o 19:00 odbyła się oficjalna ceremonia otwarcia mistrzostw, a ceremonia zamknięcia rozpoczęła się 21 marca o godzinie 12:45.
Poniższa tabela przedstawia szczegółowy wykaz serii skoków przeprowadzonych w ramach mistrzostw świata oraz wydarzeń organizacyjnych.
| Data          | Godzina | Wydarzenie                                                                                                  |
| ------------- | ------- | --- |
| 17 marca 2010 | 18:00   | spotkanie kapitanów drużyn                                                                                  |
| 18 marca 2010 | 9:00    | dwie oficjalne serie treningowe przed kwalifikacjami do zawodów indywidualnych                              |
| 18 marca 2010 | 11:00   | seria kwalifikacyjna przed zawodami indywidualnymi                                                          |
| 18 marca 2010 | 19:00   | oficjalna ceremonia otwarcia mistrzostw świata w lotach narciarskich                                        |
| 19 marca 2010 | 14:15   | seria próbna przed zawodami indywidualnymi                                                                  |
| 19 marca 2010 | 15:15   | początek pierwszej serii konkursowej zawodów indywidualnych, druga seria konkursowa zawodów indywidualnych  |
| 20 marca 2010 | 9:00    | seria próbna przed finałowymi seriami zawodów indywidualnych                                                |
| 20 marca 2010 | 10:15   | początek trzeciej serii konkursowej zawodów indywidualnych, czwarta seria konkursowa zawodów indywidualnych |
| 20 marca 2010 | 18:00   | dekoracja medalistów konkursu indywidualnego                                                                |
| 21 marca 2010 | 9:00    | seria próbna przed zawodami drużynowymi                                                                     |
| 21 marca 2010 | 10:15   | początek pierwszej serii konkursowej zawodów drużynowych, druga seria konkursowa zawodów drużynowych        |
| 21 marca 2010 | 12:00   | dekoracja medalistów konkursu drużynowego                                                                   |
| 21 marca 2010 | 12:45   | oficjalna ceremonia zamknięcia mistrzostw świata w lotach narciarskich                                      |

## Skocznia
Obiektem zmagań skoczków podczas Mistrzostw Świata w Lotach Narciarskich 2010 była Letalnica, skocznia mamucia w słoweńskiej Planicy, uznawana za największą skocznię narciarską na świecie. W momencie rozgrywania mistrzostw punkt konstrukcyjny skoczni umieszczony był na 185. metrze, a jej rozmiar wynosił 215 metrów. Rekordzistą był Bjørn Einar Romøren, który 20 marca 2005 uzyskał 239 metrów. Tego samego dnia rezultat o metr dłuższy uzyskał Janne Ahonen, jednak nie ustał swojej próby. W trakcie mistrzostw wynik Romørena był nieoficjalnym rekordem świata w długości skoku narciarskiego.
W 2010 roku skocznia w Planicy gościła mistrzostwa świata w lotach po raz szósty. Wcześniej, jeszcze pod nazwą Velikanka, na skoczni odbywały się mistrzostwa w latach: 1972, 1979, 1985, 1994 i 2004.
|  | Nazwa skoczni | Miejscowość | Punkt K | HS     | Rekord skoczni | Rekord skoczni      | Rekord skoczni | Współczynnik belki | Współczynnik wiatru |
|  | ------------- | ----------- | ------- | ------ | -------------- | ------------------- | -------------- | ------------------ | ------------------- |
|  | Letalnica     | Planica     | K-185   | HS 215 | 239,0 m        | Bjørn Einar Romøren | 20.03.2005     | 7,74 pkt na m      | 10,74 pkt na m/s    |

## Jury
Dyrektorem konkursów na Mistrzostwach Świata w Lotach Narciarskich 2010 był Gabrijel Gros, oraz z ramienia Międzynarodowej Federacji Narciarskiej, dyrektor zawodów Pucharu Świata, Walter Hofer. Jego asystentem był, podobnie jak w innych oficjalnych zawodach organizowanych przez FIS, Miran Tepeš. Sędzią technicznym był Bertil Palsrud, a jego asystentem – Franck Salvi.
Skład sędziowski w poszczególnych seriach konkursowych przedstawia poniższa tabela.
| Sędzia            | Kraj       | Stanowisko na wieży sędziowskiej     | Stanowisko na wieży sędziowskiej       | Stanowisko na wieży sędziowskiej |
| Sędzia            | Kraj       | I i II seria konkursu indywidualnego | III i IV seria konkursu indywidualnego | konkurs drużynowy                |
| ----------------- | ---------- | ------------------------------------ | -------------------------------------- | -------------------------------- |
| Asko Aalto        | Finlandia  | A                                    | –                                      | E                                |
| Michal Bartoš     | Czechy     | E                                    | D                                      | C                                |
| Vladimir Bras     | Słowenia   | C                                    | B                                      | A                                |
| Nils Livland      | Norwegia   | D                                    | C                                      | –                                |
| Ryo Nishikawa     | Japonia    | –                                    | E                                      | D                                |
| Christian Würsten | Szwajcaria | B                                    | A                                      | B                                |

## Zasady punktacji
W konkursach Letniego Grand Prix i wybranych konkursach Pucharu Świata w sezonie 2009/2010 wprowadzone zostały nowe zasady punktacji skoków narciarskich. W listopadzie 2009 władze Międzynarodowej Federacji Narciarskiej postanowiły, że zasady będą obowiązywały także podczas konkursów o mistrzostwo świata w lotach w Planicy. Według nowych zasad, oprócz punktów za odległość i not za styl, każdy z zawodników uzyskiwał także dodatnie bądź ujemne punkty za zmianę rozbiegu oraz za prędkość i kierunek wiatru. Zawodnik, który startował z niższej belki względem pozostałych skoczków, na starcie otrzymywał 7,74 punktu za każdy metr rozbiegu. Analogicznie, w przypadku, gdy któryś z zawodników startował z najazdu dłuższego, na starcie uzyskiwał -7,74 punktu za każdy metr. Na całym obiekcie zamontowane były także urządzenia służące do pomiaru siły i kierunku wiatru. Ze wszystkich pomiarów wyciągana była średnia siła wiatru, na podstawie której skoczkowie uzyskiwali dodatnie lub ujemne punkty. Siła wiatru równa 1 m/s pod narty oznaczała -10,74 punktu dla danego zawodnika. W przypadku tylnego wiatru, za każdy 1 m/s skoczek otrzymywał 10,74 punktu.
Niezmienne pozostawały natomiast zasady dotyczące punktów za długość skoku i noty sędziowskie. Na skoczniach mamucich, za odległość równą punktowi konstrukcyjnemu zawodnik otrzymywał 120 punktów. Za każdy metr za punktem K uzyskiwał dodatkowo 1,2 punktu, a za każdy metr przed czerwoną linią -1,2 punktu. Podobnie jak w innych konkursach organizowanych przez FIS, każdy spośród pięciu sędziów przyznawał punkty za styl. Maksymalna liczba punktów, przyznawanych przez każdego z sędziów wynosiła 20. Dwie skrajne noty (jedna najwyższa, jedna najniższa) były odrzucone.

## Przebieg zawodów

### Konkurs indywidualny

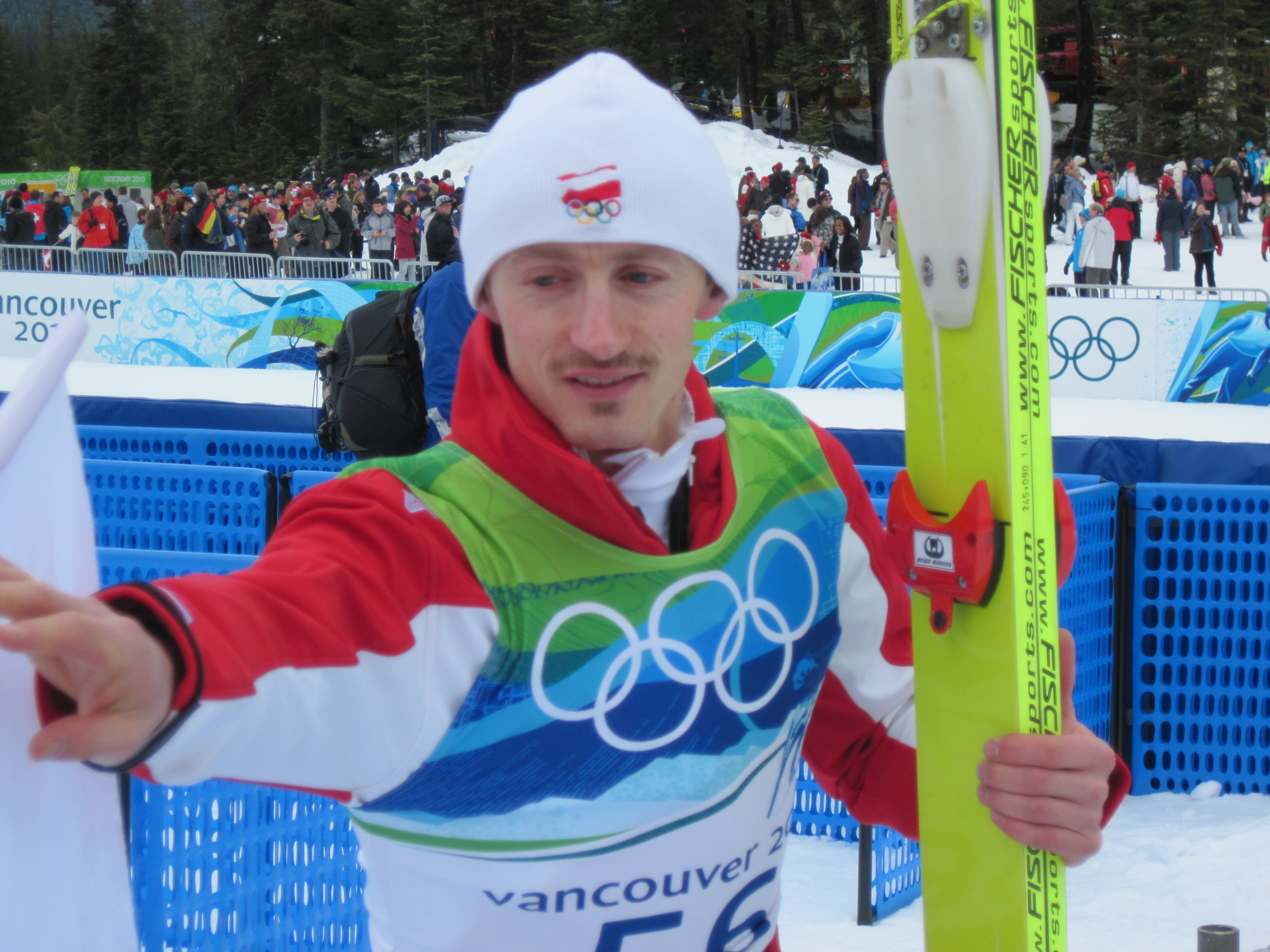
Adam Małysz, lider po pierwszej serii konkursu indywidualnego mistrzostw świata.

Pierwszą z konkurencji Mistrzostw Świata w Lotach Narciarskich 2010 były zawody indywidualne. Zgodnie z obowiązującymi wówczas zasadami rozgrywania zawodów na skoczniach mamucich, do startu zostało dopuszczonych 30 najlepszych zawodników kwalifikacji oraz najlepszych 10 zawodników w klasyfikacji Pucharu Świata. Pierwszym zawodnikiem na liście startowej był Nicholas Alexander, jednak wycofał się z konkursu. W związku z tym pierwszym zawodnikiem, który oddał swój skok był Rafał Śliż, który uzyskał 172 metry. Na prowadzeniu zmienił go skoczek z numerem piątym, Richard Freitag, który lądował 9,5 metra dalej. Pierwszym zawodnikiem, który przekroczył granicę dwustu metrów był Janne Happonen, który tym samym objął prowadzenie w konkursie. Zmiana lidera nastąpiła 14 skoków później, po skoku na 215,5 metra w wykonaniu Harriego Olli. Pomiędzy skokami Happonena a Olli pięciu zawodników osiągnęło bądź przekroczyło 200 metrów. Byli to: Jernej Damjan, Antonín Hájek, Noriaki Kasai, Daiki Itō i Emmanuel Chedal. Spośród nich najdalej lądował Kasai (215,5 metra), jednak skakał z belki o 3 pozycje wyższe względem Happonena, w wyniku czego nie zdołał wyprzedzić Fina. Z numerem 32 wystartował Robert Kranjec. Uzyskał on najdłuższą odległość pierwszej serii konkursowej – 223,5 metra, jednak z uwagi na niższe noty sędziowskie i stratę punktową za korzystne warunki atmosferyczne, plasował się na drugiej pozycji. Po skoku Słoweńca jury zdecydowało się obniżyć platformę startową z 24. na 22. pozycję. Dzięki temu, startujący bezpośrednio po Kranjcu, Bjørn Einar Romøren uzyskawszy 214,5 metra i o 7,1 punktów ujemnych mniej względem poprzedzających go zawodników, objął prowadzenie w konkursie. Dwa i pół metra dalej lądował inny reprezentant Norwegii – Anders Jacobsen, dzięki czemu został nowym liderem konkursu. Startujący z numerem 37 Adam Małysz osiągnął 217,5 metra i wyprzedził Norwega z przewagą 0,7 punktu. Kolejnym ze skoczków był Thomas Morgenstern, jednak jego odległość, 196,5 metra pozwoliła na zajęcie miejsca w drugiej dziesiątce zawodów. Drugi zawodnik od końca, Gregor Schlierenzauer po skoku na 209,5 metra plasował się na trzeciej pozycji. Ostatni skok pierwszej serii konkursowej oddał triumfator Pucharu Świata i dwukrotny mistrz olimpijski z Vancouver, Simon Ammann. Szwajcar wylądował dwa metry bliżej od prowadzącego Małysza i po pierwszej rundzie zajmował drugą pozycję.

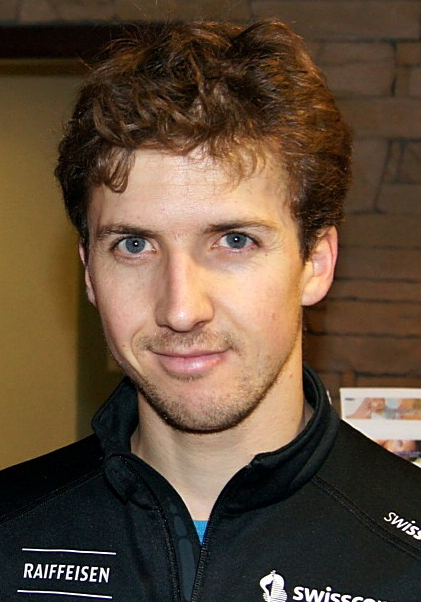
Simon Ammann, zwycięzca konkursu indywidualnego mistrzostw świata w lotach narciarskich.

Trzydzieste miejsce po pierwszej serii zajmowali ex aequo Andrea Morassi i Borek Sedlák, w związku z czym w drugiej rundzie wzięło udział 31 skoczków. Jako pierwszy zaprezentował się Sedlák, który uzyskał 198 metrów. Zmiana lidera nastąpiła po skoku Sebastiana Colloredo, który skoczył 3,5 metra krócej, jednak otrzymał więcej punktów za panujące warunki atmosferyczne. Bezpośrednio po reprezentancie Włoch swój skok oddał Michael Uhrmann i dzięki uzyskanej odległości 201 metrów objął prowadzenie. Dziesiąty zawodnik startujący w drugiej serii, Kamil Stoch przekroczył o 7,5 metra granicę dwustu metrów i został nowym liderem konkursu. Skok Stocha pozwolił mu na awans o pięć pozycji. Zawodnikiem, któremu jako pierwszemu udało się pokonać Polaka był Matti Hautamäki, który wylądował na 204. metrze i za sprawą przewagi punktowej z pierwszej rundy wyprzedził Stocha o 9,1 punktu. Kolejnym z zawodników był David Zauner, który osiągnął najlepszą odległość drugiej rundy i zarazem pobił swój rekord życiowy, lądując na 223. metrze. Po tym skoku sędziowie postanowili obniżyć belkę startową z 24. do 21. pozycji. Zauner prowadził przez pięć następnych skoków, aż do momentu, gdy inny reprezentant Austrii, Martin Koch uzyskał 206 metrów. Przewaga punktowa z pierwszej serii pozwoliła mu objąć prowadzenie. Zaraz po Kochu na prowadzenie wyszedł Wolfgang Loitzl, który skoczył od niego o 5,5 metra dalej. Zajmujący czwartą lokatę po pierwszej serii Gregor Schlierenzauer lądował na 205. metrze i został liderem konkursu. Startujący po nim Anders Jacobsen uzyskał 194,5 metra i po swoim skoku plasował się na czwartym miejscu. O 11,5 metra dalej od prowadzącego Schlierenzauera lądował Simon Ammann, który tym samym uzyskał 17,2 punktu przewagi nad Austriakiem. Lider po pierwszej serii, Adam Małysz osiągnął 215 metrów, co pozwoliło na zajęcie drugiej pozycji na półmetku mistrzostw świata. Strata Małysza do prowadzącego Ammanna wynosiła 2,8 punktu.

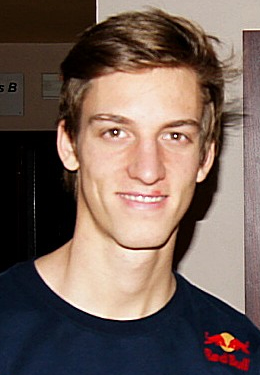
Gregor Schlierenzauer, srebrny medalista w konkursie indywidualnym i mistrz świata w konkursie drużynowym.

Trzecia seria konkursu indywidualnego rozpoczęła się 20 marca 2010 o godzinie 10:15. Pierwszym z zawodników na liście startowej był Andrea Morassi, który oddał skok na odległość 201,5 metra. Utrzymywał prowadzenie przez kolejnych pięć skoków, a zawodnikiem, który zdołał go pokonać był inny reprezentant Włoch, Sebastian Colloredo. Colloredo uzyskał rezultat o 8,5 metra gorszy, jednak dzięki przewadze po dwóch skokach udało mu się wyprzedzić Morassiego. Zmiana lidera nastąpiła po skoku Michaela Uhrmanna, który osiągnął 211,5 metra. Dwa metry bliżej skoczył Daiki Itō i wyprzedził Niemca dzięki punktom zdobytym w poprzednich dwóch seriach konkursowych. Zaraz po Japończyku swój skok oddał Johan Remen Evensen, który lądował na odległości 219,5 metra, co pozwoliło mu wyprzedzić także trzech kolejnych zawodników. Evensena wyprzedził natomiast piętnasty po drugiej serii, Emmanuel Chedal, który wprawdzie skoczył 20,5 metra krócej, jednak po pierwszym dniu mistrzostw miał nad Norwegiem 25,6 punktu przewagi, co wystarczyło do objęcia prowadzenia. Kolejny z zawodników, Janne Happonen wyprzedził Francuza po skoku na 205,5 metra. Startujący po Happonenie Noriaki Kasai pobił o pięć metrów swój rekord życiowy, który dotychczas wynosił 215,5 metra i o 20,8 punktu wyprzedził fińskiego zawodnika. Trzy metry dalej od Japończyka lądował Antonín Hájek, dzięki czemu stał się nowym liderem konkursu. Kolejny ze skoczków, Thomas Morgenstern wyrównał swój rekord życiowy, uzyskując 225,5 metra i objął prowadzenie. Po skoku Morgensterna i przed startami najlepszych dziesięciu zawodników nastąpiła przerwa techniczna, podczas której jury postanowiło obniżyć platformę startową z 20. na 17. pozycję. Dzięki temu kolejni zawodnicy otrzymali rekompensatę 17,8 punktu za zmianę rozbiegu. Dziesiąty po pierwszym dniu zawodów, David Zauner uzyskał 202 metry i mimo otrzymanych punktów za obniżony najazd, nie objął prowadzenia. Liderem został natomiast następny ze skoczków, Martin Koch, który wylądował na 220. metrze. Dziesięć i pół metra dalej od Kocha skoczył Anders Jacobsen, który tym samym poprawił rekord życiowy. Dało mu to 14,1 punktu przewagi nad drugim w klasyfikacji Kochem. Po skoku Jacobsena sędziowie zdecydowali się obniżyć rozbieg do pozycji piętnastej, dzięki czemu każdy z kolejnych skoczków otrzymywał na starcie 25,9 punktu względem zawodników startujących z rozbiegu nr 22. Siódmy po drugiej serii Bjørn Einar Romøren lądował na 205. metrze i plasował się na czwartej pozycji za Jacobsenem, Kochem i Morgensternem. Najlepszy ze Słoweńców, Robert Kranjec skoczył 212,5 metra, co pozwoliło wyprzedzić drugiego w klasyfikacji Kocha. Zmiana na pierwszym miejscu nastąpiła po skoku kolejnego z zawodników, Wolfganga Loitzla. Poprawił on o pół metra swój rekord życiowy, lądując na 213,5 metrze. Trzeci zawodnik od końca, Gregor Schlierenzauer po skoku na 222,5 metra wyprzedził Loitzla. Przedostatni skoczek trzeciej serii, Adam Małysz lądował 11,5 metra bliżej od Schlierenzauera, jednak dzięki przewadze punktowej z poprzednich serii objął prowadzenie z przewagą 5,1 punktu. Lider po pierwszym dniu zawodów, Simon Ammann osiągnął najlepszy rezultat spośród zawodników skaczących z belki piętnastej, lądując na 227. metrze. Dzięki temu Szwajcar powiększył przewagę nad drugim Małyszem do 16,4 punktu.

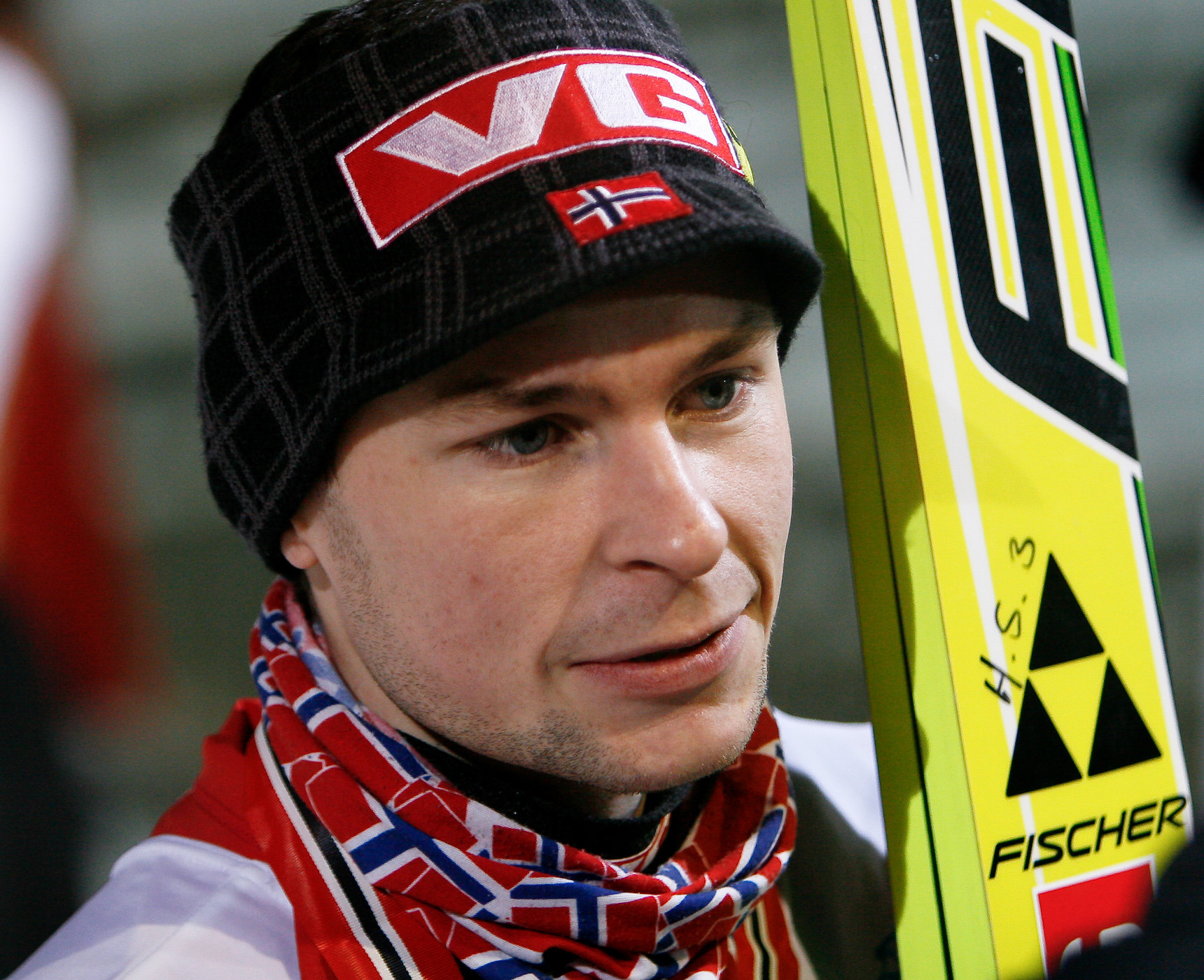
Anders Jacobsen, brązowy medalista w konkursie indywidualnym i srebrny w konkursie drużynowym.

Czwartą serię zawodów indywidualnych z 22. belki startowej rozpoczął Richard Freitag, który uzyskał 193,5 metra. Zajmujący 27. miejsce po trzech seriach Borek Sedlák jako pierwszy przekroczył odległość 200 metrów, lądując metr za nią. Na prowadzeniu zmienił go Michael Neumayer, który uzyskał 205,5 metra. Neumayer utrzymywał się na pierwszym miejscu do momentu, gdy skok na 193,5 metra oddał Martin Schmitt. Wkrótce obu zawodników wyprzedził kolejny Niemiec, Michael Uhrmann (203,5 metra). Osiemnasty po trzech seriach Kamil Stoch poprawił o 7,5 metra swój rekord życiowy, lądując na 218 metrze i objął prowadzenie z przewagą 24,3 punktu nad Uhrmannem. Zmiana na pierwszym miejscu nastąpiła po skoku Emmanuela Chedala, który skoczył cztery metry bliżej od Stocha, jednak miał nad nim przewagę punktową, która wystarczyła do objęcia prowadzenia. Trzynasty zawodnik trzech poprzednich serii, Noriaki Kasai ponownie poprawił swój rekord życiowy, tym razem lądując na 224. metrze i z przewagą 36,2 punktu wyprzedził Francuza. Chwilę później swój skok oddał najwyżej sklasyfikowany z reprezentantów Czech, Antonín Hájek. Oddał jeden z najdłuższych wówczas skoków w historii, na 236 metrów i został nowym liderem konkursu. Po skoku Hájka jury skróciło rozbieg o trzy belki. Zajmujący dziewiątą pozycję Bjørn Einar Romøren skoczył 223 metry i mimo dodatkowych punktów uzyskanych za niższą platformę startową, plasował się na drugim miejscu, przegrywając z Hájkiem o 0,4 punktu. Po skoku Norwega sędziowie ponownie zdecydowali się obniżyć belkę startową, tym razem o dwie pozycje. Rezultat kolejnego z zawodników, Thomasa Morgensterna, który lądował na 215,5 metrze wystarczył, aby objąć prowadzenie. Siedem metrów dalej skoczył następny z zawodników, Robert Kranjec. Odległość 227,5 metra uzyskał natomiast Anders Jacobsen i został nowym liderem konkursu. Startujący bezpośrednio po nim Wolfgang Loitzl uzyskał 200 metrów, co spowodowało jego spadek o dwie pozycje. Trzeci zawodnik poprzednich serii, broniący tytułu mistrza świata z poprzednich mistrzostw, Gregor Schlierenzauer uzyskał 230,5 metra, co zagwarantowało Austriakowi medal mistrzostw świata w 2010 roku. Wicelider po trzech seriach, Adam Małysz lądował 19 metrów bliżej, w wyniku czego plasował się za Schlierenzauerem i Jacobsenem, z którym przegrał o 0,4 punktu. Najdłuższą odległość uzyskaną w trakcie wszystkich czterech serii konkursowych osiągnął ostatni ze startujących zawodników, Simon Ammann. Tym samym Szwajcar został mistrzem świata w lotach narciarskich z przewagą 25,5 punktu nad drugim Schlierenzauerem oraz 41,8 punktu nad trzecim Jacobsenem.

### Konkurs drużynowy

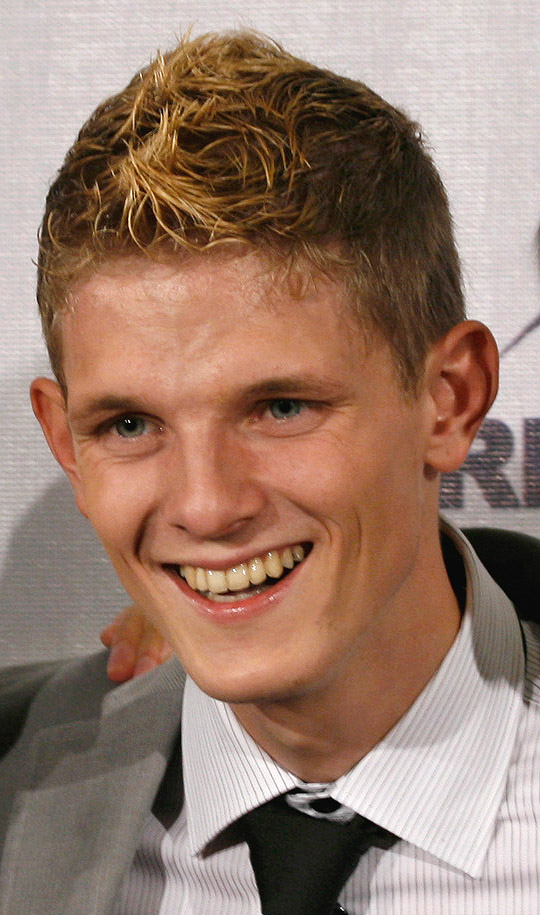
Thomas Morgenstern, mistrz świata w konkursie drużynowym.

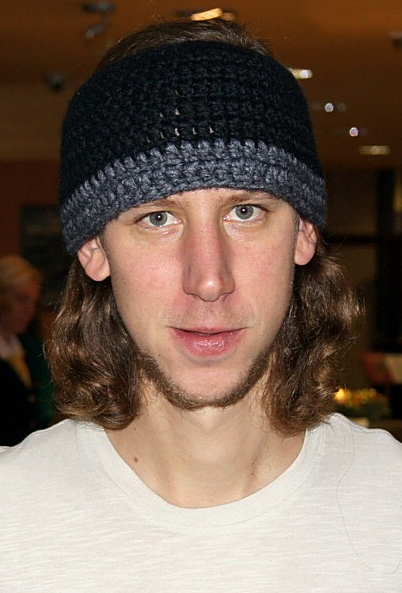
Martin Koch, mistrz świata w konkursie drużynowym.

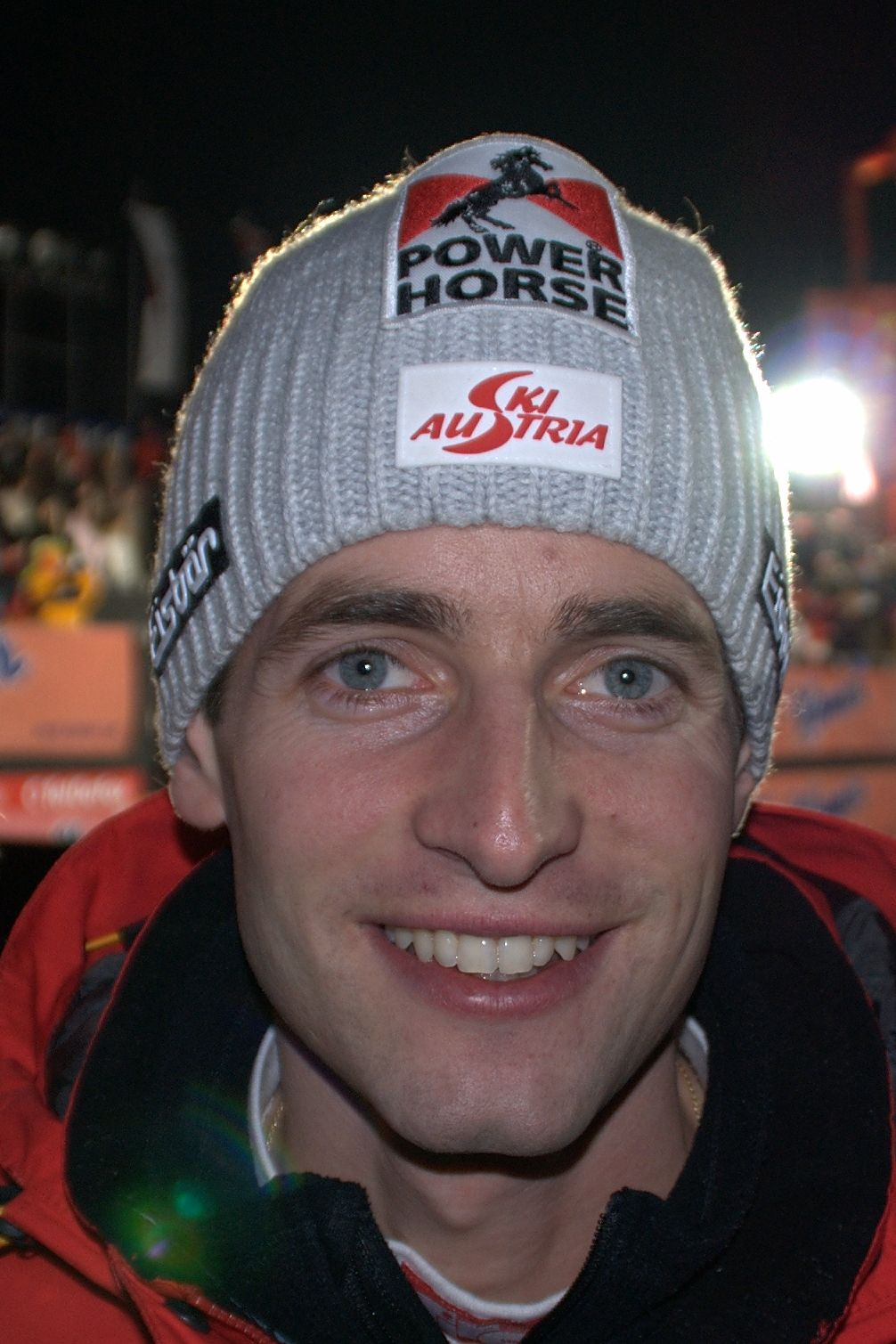
Wolfgang Loitzl, mistrz świata w konkursie drużynowym.

Do konkursu drużynowego przystąpiło dziesięć reprezentacji. Pierwszym zawodnikiem był reprezentant Stanów Zjednoczonych, Nicholas Fairall, który uzyskał 121 metrów. Pierwszym skoczkiem, który wylądował za punktem konstrukcyjnym umieszczonym na 185. metrze był Kamil Stoch, który uzyskał 197,5 metra. Granicę dwustu metrów jako pierwszy pokonał natomiast reprezentant Finlandii, Janne Happonen, który wylądował na 202,5 metrze. Krócej o pół metra skoczył kolejny z zawodników – Anders Jacobsen, jednak dzięki rekompensacie punktowej za warunki atmosferyczne wyprowadził swoją drużynę na pierwszą pozycję. Kolejkę kończył Wolfgang Loitzl, jednak uzyskał gorszy rezultat od prowadzących trzech drużyn – Norwegii, Finlandii i Polski, w wyniku czego Austria plasowała się na czwartym miejscu. W drugiej kolejce najdalej skoczył Austriak Thomas Morgenstern (215,5 m), drugą odległość uzyskał Andrea Morassi (198,5 m), a trzecią Olli Muotka (191 m). Dzięki odległości Morgensterna drużyna austriacka objęła prowadzenie po dwóch skokach. W trzeciej rundzie najdalej skoczył Johan Remen Evensen (197,5 m), bliżej o dwa metry lądował natomiast Matti Hautamäki. Za sprawą Martina Kocha, który uzyskał 184,5 metra, prowadząca ekipa Austrii zmniejszyła przewagę punktową nad pozostałymi drużynami. W ostatniej kolejce pierwszej serii konkursowej najlepszy okazał się Gregor Schlierenzauer, który dzięki skokowi na 226,5 metra zwiększył przewagę swojej drużyny do 34,8 punktu nad drugą Norwegią. Drugą odległość uzyskał Robert Kranjec (219,5 m), a trzecią Adam Małysz (218,5 m). Na półmetku zawodów prowadziła reprezentacja Austrii przed Norwegią, Finlandią i Polską. Do drugiej serii nie awansowały drużyny Rosji i Stanów Zjednoczonych, które zajęły odpowiednio – dziewiątą i dziesiątą lokatę.
Drugą serię z 22. platformy startowej rozpoczął Sebastian Colloredo skokiem na 189. metr. Skaczący bezpośrednio po nim Lukáš Hlava uzyskał 203,5 metra. Najdłuższą odległość rundy uzyskał natomiast reprezentant Polski, Kamil Stoch, który skoczył 222,5 metra. Drugą odległość uzyskał Anders Jacobsen (217,5 m), który startował jednak z krótszego najazdu, a trzecią Janne Happonen (213,5 m). W drugiej grupie zawodników najdłuższy skok zaprezentował Andrea Morassi, który jako jedyny przekroczył 200 metrów, lądując na 203. metrze. Morassi skakał w najbardziej sprzyjających warunkach, jako jeden z dwóch zawodników startujących w tej grupie dostał ujemne punkty za wiatr z przodu. Drugą odległość osiągnął natomiast Thomas Morgenstern (198 m). Krótsze skoki oddali Olli Muotka (166,5 m) oraz Łukasz Rutkowski (143 m), jednak uśredniona wartość wiatru podczas ich skoków przekroczyła metr na sekundę z tyłu. Przed trzecią grupą zawodników jury podwyższyło rozbieg do 24. platformy startowej. Najdłuższą odległość uzyskał Martin Koch (217,5 m) i był jedynym zawodnikiem z tej grupy, który przekroczył granicę dwustu metrów. Kolejne wyniki osiągnęli Matti Hautamäki (194,5 m) oraz Johan Remen Evensen (193,5 m). Jak w każdych zawodach drużynowych ostatnia grupa zawodników skakała w kolejności odwrotnej do zajmowanych miejsc po siedmiu skokach. W związku z tym pierwszym skoczkiem był Diego Dellasega, który lądował na 162,5 metrze. Startujący po nim Michael Uhrmann uzyskał rezultat o 31 metrów lepszy, dzięki czemu reprezentacja Niemiec wyprzedziła Włochów. Pierwszy skok powyżej 200 metrów osiągnął reprezentant gospodarzy, Robert Kranjec (206,5 m). Pół metra bliżej lądował kolejny ze skoczków, Antonín Hájek. Czwarty zawodnik od końca, Adam Małysz uzyskał 213,5 metra, co po jego skoku dawało Polakom prowadzenie. Ostatni z Finów, Harri Olli lądował 23 metry bliżej od Małysza, jednak strata polskiej drużyny do zajmującej trzecie miejsce Finlandii była zbyt duża, by ją wyprzedzić. W efekcie reprezentanci Finlandii objęli prowadzenie. Przedostatni zawodnik konkursu, Bjørn Einar Romøren osiągnął 201,5 metra, co pozwoliło na objęcie prowadzenia z przewagą 72 punktów. Zawody kończył Gregor Schlierenzauer, który uzyskał najlepszą odległość całych zawodów – 231 metrów, jednocześnie otrzymując 59 punktów za styl, co sprawiło, że reprezentacja Austrii została drużynowym mistrzem świata w lotach narciarskich i wyprzedziła reprezentację Norwegii o blisko 100 punktów. Austriacy po raz drugi z rzędu zdobyli tytuł drużynowych mistrzów świata w lotach narciarskich.

## Medaliści

### Konkurs indywidualny na skoczni HS 215 (19-21.03.2010)
| Medal | Imię i nazwisko       | Skok 1                                   | Skok 2                                   | Skok 3                                  | Skok 4                                  | Noty za styl A • B • C • D • E | Nota łączna | Strata   |
| ----- | --------------------- | ---------------------------------------- | ---------------------------------------- | --------------------------------------- | --------------------------------------- | --- | ----------- | -------- |
|       | Simon Ammann          | 215,5 m 214,6 pkt belka: 22 wiatr: -0,50 | 216,5 m 231,0 pkt belka: 21 wiatr: -0,62 | 227,0 m 238,6 pkt belka: 15 wiatr: 1,14 | 236,5 m 251,6 pkt belka: 14 wiatr: 0,96 | 19,0 • 18,5 • 18,5 • 18,5 • 18,5 19,0 • 19,0 • 19,0 • 18,5 • 18,5 19,0 • 18,5 • 18,0 • 18,0 • 17,0 17,0 • 16,5 • 16,5 • 17,5 • 17,0 | 935,8 pkt   | –        |
|       | Gregor Schlierenzauer | 209,5 m 208,7 pkt belka: 22 wiatr: -0,62 | 205,0 m 219,7 pkt belka: 21 wiatr: -0,90 | 222,5 m 234,3 pkt belka: 15 wiatr: 1,22 | 230,5 m 247,6 pkt belka: 14 wiatr: 1,31 | 19,0 • 18,5 • 18,5 • 18,5 • 18,5 19,0 • 18,5 • 19,0 • 18,5 • 18,5 19,0 • 18,0 • 18,5 • 19,0 • 19,0 19,5 • 18,5 • 18,5 • 19,5 • 19,5 | 910,3 pkt   | 25,5 pkt |
|       | Anders Jacobsen       | 217,0 m 214,4 pkt belka: 22 wiatr: -0,41 | 194,5 m 197,3 pkt belka: 21 wiatr: -0,60 | 230,5 m 233,7 pkt belka: 17 wiatr: 1,18 | 227,5 m 248,6 pkt belka: 14 wiatr: 0,79 | 18,0 • 18,0 • 18,0 • 18,5 • 19,0 17,0 • 17,0 • 16,0 • 16,5 • 16,0 18,0 • 18,0 • 19,0 • 17,5 • 18,0 19,0 • 18,5 • 18,5 • 19,0 • 19,0 | 894,0 pkt   | 41,8 pkt |

### Konkurs drużynowy na skoczni HS 215 (21.03.2010)
| Medal                 | Kraj      | Imię i nazwisko                          | Skok 1                                   | Skok 2                                                            | Noty za styl A • B • C • D • E                                    | Nota łączna zawodnika | Nota łączna drużyny | Strata    |
| --------------------- | --------- | ---------------------------------------- | ---------------------------------------- | ----------------------------------------------------------------- | ----------------------------------------------------------------- | --------------------- | ------------------- | --------- |
|                       | Austria   | Wolfgang Loitzl                          | 183,5 m 183,5 pkt belka: 20 wiatr: -1,01 | 206,0 m 214,7 pkt belka: 20 wiatr: -0,51                          | 18,5 • 18,5 • 18,0 • 17,5 • 18,0 19,5 • 18,0 • 19,0 • 19,0 • 19,0 | 398,2 pkt             | 1641,4 pkt          | –         |
| Thomas Morgenstern    | Austria   | 215,5 m 209,5 pkt belka: 22 wiatr: -0,27 | 198,0 m 198,3 pkt belka: 22 wiatr: -0,67 | 19,0 • 19,5 • 19,0 • 18,5 • 19,0 18,5 • 18,5 • 18,5 • 19,0 • 18,0 | 407,8 pkt                                                         |                       | 1641,4 pkt          | –         |
| Martin Koch           | Austria   | 184,5 m 173,9 pkt belka: 22 wiatr: -0,98 | 217,5 m 207,2 pkt belka: 24 wiatr: -0,07 | 17,5 • 17,0 • 17,0 • 17,0 • 17,0 18,5 • 18,0 • 17,5 • 18,5 • 18,0 | 381,1 pkt                                                         |                       | 1641,4 pkt          | –         |
| Gregor Schlierenzauer | Austria   | 226,5 m 221,0 pkt belka: 22 wiatr: 0,03  | 231,0 m 233,3 pkt belka: 24 wiatr: -0,58 | 19,0 • 20,0 • 19,0 • 19,5 • 20,0 19,5 • 19,5 • 20,0 • 19,5 • 20,0 | 454,3 pkt                                                         |                       | 1641,4 pkt          | –         |
|                       | Norwegia  | Anders Jacobsen                          | 202,0 m 200,3 pkt belka: 20 wiatr: -0,41 | 217,5 m 225,7 pkt belka: 20 wiatr: -0,25                          | 18,5 • 18,5 • 18,5 • 18,5 • 18,0 19,0 • 19,0 • 19,0 • 19,0 • 19,0 | 426,0 pkt             | 1542,3 pkt          | 99,1 pkt  |
| Anders Bardal         | Norwegia  | 179,5 m 159,5 pkt belka: 22 wiatr: -0,06 | 189,5 m 185,3 pkt belka: 22 wiatr: -0,64 | 18,0 • 17,0 • 17,5 • 17,5 • 17,5 18,5 • 17,0 • 17,5 • 18,0 • 17,5 | 344,8 pkt                                                         |                       | 1542,3 pkt          | 99,1 pkt  |
| Johan Remen Evensen   | Norwegia  | 197,5 m 191,2 pkt belka: 22 wiatr: -0,86 | 193,5 m 182,6 pkt belka: 24 wiatr: -0,51 | 18,0 • 18,0 • 18,0 • 18,0 • 18,0 18,0 • 18,0 • 17,5 • 18,0 • 18,5 | 373,8 pkt                                                         |                       | 1542,3 pkt          | 99,1 pkt  |
| Bjørn Einar Romøren   | Norwegia  | 214,5 m 202,1 pkt belka: 22 wiatr: 0,26  | 201,5 m 195,6 pkt belka: 24 wiatr: -0,69 | 17,5• 19,0 • 18,5 • 19,0 • 19,5 18,0 • 18,5 • 18,5 • 18,5 • 18,5  | 397,7 pkt                                                         |                       | 1542,3 pkt          | 99,1 pkt  |
|                       | Finlandia | Janne Happonen                           | 202,5 m 191,2 pkt belka: 20 wiatr: 0,40  | 213,5 m 207,7 pkt belka: 22 wiatr: 0,05                           | 18,0 • 18,0 • 18,0 • 18,5 • 18,5 18,0 • 18,0 • 18,0 • 18,0 • 18,5 | 398,9 pkt             | 1474,3 pkt          | 167,1 pkt |
| Olli Muotka           | Finlandia | 191,0 m 171,6 pkt belka: 22 wiatr: -0,08 | 166,5 m 158,9 pkt belka: 22 wiatr: -1,13 | 17,0 • 16,5 • 17,0 • 16,0 • 17,5 16,0 • 16,5 • 16,0 • 16,5 • 16,5 | 330,5 pkt                                                         |                       | 1474,3 pkt          | 167,1 pkt |
| Matti Hautamäki       | Finlandia | 195,5 m 182,4 pkt belka: 22 wiatr: -0,31 | 194,5 m 183,2 pkt belka: 24 wiatr: -0,55 | 17,5 • 18,0 • 18,0 • 17,5 • 18,0 18,0 • 17,5 • 17,5 • 17,5 • 18,0 | 365,6 pkt                                                         |                       | 1474,3 pkt          | 167,1 pkt |
| Harri Olli            | Finlandia | 215,0 m 199,9 pkt belka: 22 wiatr: 0,43  | 190,5 m 179,4 pkt belka: 24 wiatr: -0,74 | 18,5 • 18,5 • 18,5 • 18,5 • 19,0 17,5 • 17,0 • 17,5 • 17,0 • 17,5 | 379,3 pkt                                                         |                       | 1474,3 pkt          | 167,1 pkt |

### Klasyfikacja medalowa

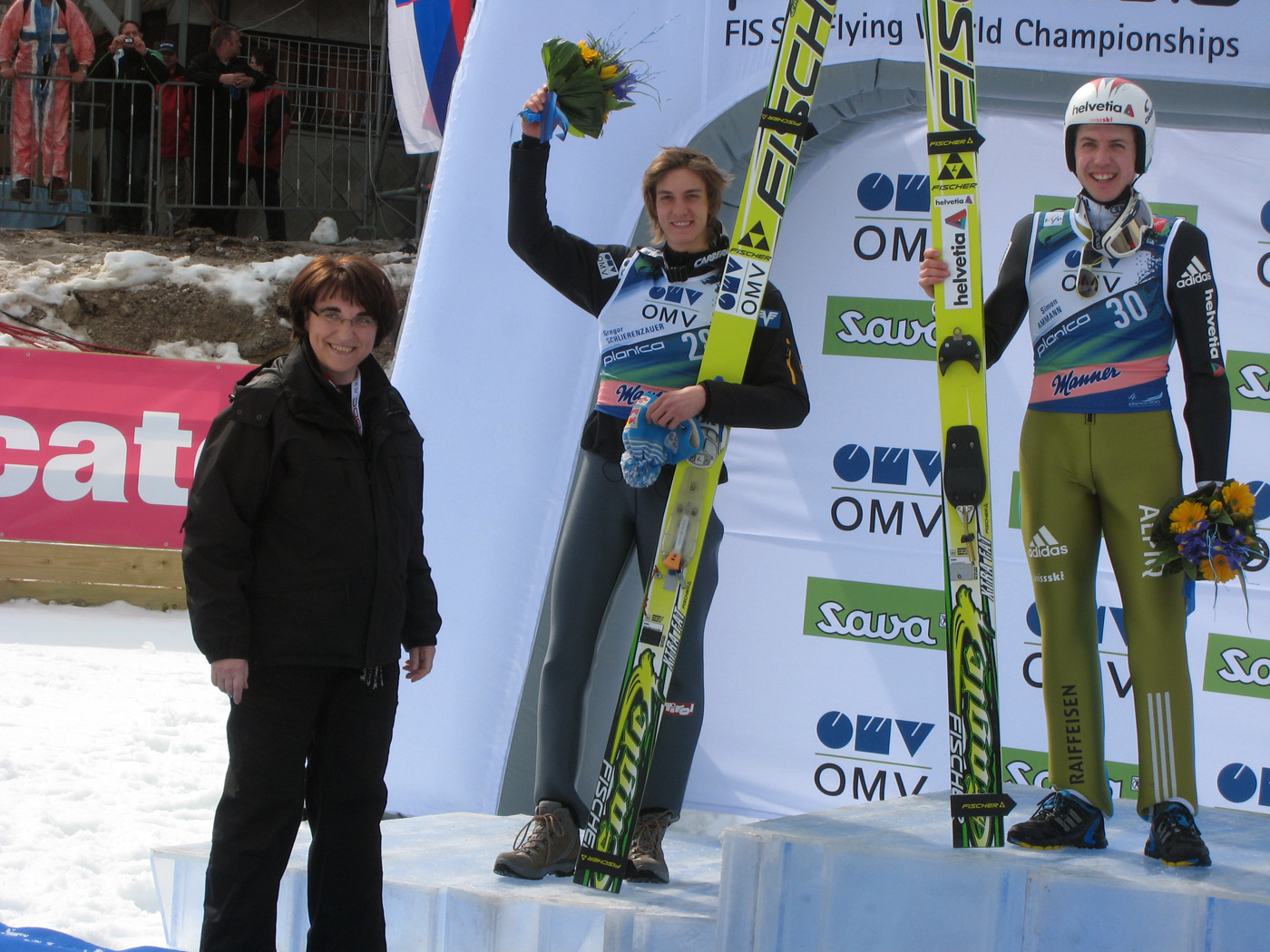
Gregor Schlierenzauer (wicemistrz) i Simon Ammann (mistrz) na podium mistrzostw świata w lotach w Planicy.

| Miejsce | Państwo    | Złoto | Srebro | Brąz | Razem |
| ------- | ---------- | ----- | ------ | ---- | ----- |
| 1       | Austria    | 1     | 1      | –    | 2     |
| 2       | Szwajcaria | 1     | –      | –    | 1     |
| 3       | Norwegia   | –     | 1      | 1    | 2     |
| 4       | Finlandia  | –     | –      | 1    | 1     |

## Wyniki

### Kwalifikacje do konkursu indywidualnego na skoczni HS 215 (18.03.2010)
| M  | Zawodnik                 | Państwo           | Skok  | Belka | Wiatr | Wynik punktowy | Kwalifikacja |
| -- | ------------------------ | ----------------- | ----- | ----- | ----- | -------------- | ------------ |
| 1  | Noriaki Kasai            | Japonia           | 210,5 | 16    | 0,82  | 207,6          | Q            |
| 2  | Antonín Hájek            | Czechy            | 207,5 | 16    | 0,67  | 206,1          | Q            |
| 3  | Kamil Stoch              | Polska            | 201,5 | 16    | 0,44  | 199,9          | Q            |
| 4  | Matti Hautamäki          | Finlandia         | 204,0 | 16    | 0,84  | 199,1          | Q            |
| 5  | Michael Neumayer         | Niemcy            | 203,0 | 16    | 0,57  | 198,8          | Q            |
| 6  | Daiki Itō                | Japonia           | 200,5 | 16    | 0,65  | 197,4          | Q            |
| 7  | Johan Remen Evensen      | Norwegia          | 200,0 | 16    | 0,54  | 196,5          | Q            |
| 8  | Emmanuel Chedal          | Francja           | 197,5 | 16    | 0,62  | 193,1          | Q            |
| 9  | Janne Happonen           | Finlandia         | 207,5 | 19    | 1,22  | 187,9          | Q            |
| 10 | Borek Sedlák             | Czechy            | 202,5 | 19    | 1,00  | 182,8          | Q            |
| 11 | David Zauner             | Austria           | 183,0 | 16    | -0,07 | 181,2          | Q            |
| 12 | Vincent Descombes Sevoie | Francja           | 198,5 | 19    | 0,98  | 178,7          | Q            |
| 13 | Michael Uhrmann          | Niemcy            | 183,5 | 16    | 0,65  | 174,0          | Q            |
| 14 | Andrea Morassi           | Włochy            | 195,5 | 19    | 0,95  | 173,9          | Q            |
| 15 | Primož Pikl              | Słowenia          | 190,5 | 19    | 0,42  | 173,1          | Q            |
| 16 | Łukasz Rutkowski         | Polska            | 196,5 | 19    | 1,06  | 172,9          | Q            |
| 17 | Martin Schmitt           | Niemcy            | 180,0 | 16    | 0,48  | 170,6          | Q            |
| 18 | Tom Hilde                | Norwegia          | 182,0 | 16    | 0,70  | 170,2          | Q            |
| 19 | Lukáš Hlava              | Czechy            | 194,0 | 19    | 1,14  | 169,6          | Q            |
| 20 | Harri Olli               | Finlandia         | 176,0 | 16    | 0,12  | 169,2          | Q            |
| 21 | Robert Hrgota            | Słowenia          | 185,5 | 19    | 0,42  | 167,6          | Q            |
| 22 | Jernej Damjan            | Słowenia          | 181,5 | 19    | 0,19  | 164,8          | Q            |
| 23 | Sebastian Colloredo      | Włochy            | 185,5 | 19    | 0,81  | 162,4          | Q            |
| 24 | Jan Matura               | Czechy            | 180,5 | 19    | 0,77  | 157,3          | Q            |
| 25 | Rafał Śliż               | Polska            | 176,0 | 19    | 0,21  | 156,4          | Q            |
| 26 | Taku Takeuchi            | Japonia           | 178,5 | 19    | 1,12  | 150,2          | Q            |
| 27 | Roman Trofimow           | Rosja             | 170,5 | 19    | 0,21  | 147,8          | Q            |
| 28 | Richard Freitag          | Niemcy            | 170,5 | 19    | 0,45  | 147,3          | Q            |
| 29 | Nicholas Alexander       | Stany Zjednoczone | 170,0 | 19    | 0,34  | 145,3          | Q            |
| 30 | Iwan Karaułow            | Kazachstan        | 166,5 | 19    | 0,17  | 145,0          | Q            |
| 31 | Isak Grimholm            | Szwecja           | 163,5 | 19    | 0,36  | 138,3          | nq           |
| 32 | Aleksiej Korolow         | Kazachstan        | 157,5 | 19    | 0,02  | 134,3          | nq           |
| 33 | Stanisław Oszczepkow     | Rosja             | 157,0 | 19    | 0,03  | 132,1          | nq           |
| 34 | Roberto Dellasega        | Włochy            | 158,0 | 19    | 0,34  | 129,4          | nq           |
| 35 | Tomáš Zmoray             | Słowacja          | 154,0 | 19    | 0,09  | 129,3          | nq           |
| 36 | Diego Dellasega          | Włochy            | 155,0 | 19    | 0,13  | 129,1          | nq           |
| 37 | Nikołaj Karpienko        | Kazachstan        | 152,5 | 19    | 0,15  | 125,9          | nq           |
| 38 | Christopher Lamb         | Stany Zjednoczone | 154,5 | 19    | 0,09  | 124,9          | nq           |
| 39 | Ilja Roslakow            | Rosja             | 152,0 | 19    | 0,34  | 124,7          | nq           |
| 40 | Kim Hyun-ki              | Korea Południowa  | 155,0 | 19    | 0,20  | 123,9          | nq           |
| 41 | Nicholas Fairall         | Stany Zjednoczone | 150,0 | 19    | 0,10  | 123,4          | nq           |
| 42 | Choi Heung-chul          | Korea Południowa  | 152,0 | 19    | 0,40  | 123,1          | nq           |
| 43 | Gieorgij Czerwiakow      | Rosja             | 151,0 | 19    | 0,40  | 121,4          | nq           |
| 44 | Michael Glasder          | Stany Zjednoczone | 143,0 | 19    | 0,33  | 108,6          | nq           |
| 45 | Fredrik Balkåsen         | Szwecja           | 134,0 | 19    | 0,22  | 96,9           | nq           |
| 46 | Bogomił Pawłow           | Bułgaria          | 123,0 | 19    | 0,04  | 85,2           | nq           |
| –  | Janne Ahonen             | Finlandia         | 179,0 | 16    | 0,70  | –              | pq           |
| –  | Robert Kranjec           | Słowenia          | 216,5 | 16    | 0,91  | –              | pq           |
| –  | Bjørn Einar Romøren      | Norwegia          | 230,5 | 16    | 1,06  | –              | pq           |
| –  | Martin Koch              | Austria           | 207,0 | 14    | 0,85  | –              | pq           |
| –  | Anders Jacobsen          | Norwegia          | 198,5 | 14    | 0,78  | –              | pq           |
| –  | Wolfgang Loitzl          | Austria           | 202,0 | 14    | 1,01  | –              | pq           |
| –  | Adam Małysz              | Polska            | 216,5 | 13    | 1,09  | –              | pq           |
| –  | Thomas Morgenstern       | Austria           | 182,0 | 13    | 0,86  | –              | pq           |
| –  | Gregor Schlierenzauer    | Austria           | 206,0 | 13    | 0,71  | –              | pq           |
| –  | Simon Ammann             | Szwajcaria        | 225,5 | 13    | 1,21  | –              | pq           |
| –  | Władimir Zografski       | Bułgaria          | –     | –     | –     | DNS            | nq           |
| –  | Shōhei Tochimoto         | Japonia           | –     | –     | –     | DNS            | nq           |

Legenda:
pq – zawodnik z zapewnioną kwalifikacją dzięki pozycji w pierwszej „10” klasyfikacji Pucharu Świata
Q – zawodnik zakwalifikował się do konkursu głównego
nq – zawodnik odpadł w kwalifikacjach
DNS – zawodnik nie wystartował

### Konkurs indywidualny na skoczni HS 215 (19-20.03.2010)
| M  | Zawodnik                 | Państwo           | Skok 1 | Belka Wiatr | Skok 2 | Belka Wiatr | Skok 3 | Belka Wiatr | Skok 4 | Belka Wiatr | Punkty |
| -- | ------------------------ | ----------------- | ------ | ----------- | ------ | ----------- | ------ | ----------- | ------ | ----------- | ------ |
| 1  | Simon Ammann             | Szwajcaria        | 215,5  | 22 -0,50    | 216,5  | 21 -0,62    | 227,0  | 15 1,14     | 236,5  | 14 0,96     | 935,8  |
| 2  | Gregor Schlierenzauer    | Austria           | 209,5  | 22 -0,62    | 205,0  | 21 -0,90    | 222,5  | 15 1,22     | 230,5  | 14 1,31     | 910,3  |
| 3  | Anders Jacobsen          | Norwegia          | 217,0  | 22 -0,41    | 194,5  | 21 -0,60    | 230,5  | 17 1,18     | 227,5  | 14 0,79     | 894,0  |
| 4  | Adam Małysz              | Polska            | 217,5  | 22 -0,33    | 215,0  | 21 -0,58    | 211,0  | 15 0,61     | 211,5  | 14 0,94     | 893,6  |
| 5  | Robert Kranjec           | Słowenia          | 223,5  | 24 0,25     | 203,5  | 21 -0,22    | 212,5  | 15 0,83     | 222,5  | 14 1,46     | 873,5  |
| 6  | Wolfgang Loitzl          | Austria           | 207,0  | 22 -0,32    | 211,5  | 21 -0,09    | 213,5  | 15 0,75     | 200,0  | 14 1,30     | 865,3  |
| 7  | Thomas Morgenstern       | Austria           | 196,5  | 22 -0,70    | 211,5  | 24 -0,21    | 225,5  | 20 0,75     | 215,5  | 14 1,47     | 855,4  |
| 8  | Antonín Hájek            | Czechy            | 203,5  | 24 -0,68    | 210,5  | 24 0,09     | 223,5  | 20 1,24     | 236,0  | 19 1,46     | 844,9  |
| 9  | Bjørn Einar Romøren      | Norwegia          | 214,5  | 22 -0,04    | 196,5  | 21 -0,77    | 205,0  | 15 1,25     | 223,0  | 16 1,94     | 844,5  |
| 10 | Martin Koch              | Austria           | 208,5  | 22 -0,32    | 206,0  | 21 0,00     | 220,0  | 17 1,11     | 200,0  | 14 1,08     | 839,8  |
| 11 | Harri Olli               | Finlandia         | 215,5  | 24 -0,52    | 200,0  | 21 -0,50    | 195,5  | 15 0,63     | 199,0  | 16 0,92     | 819,9  |
| 12 | Noriaki Kasai            | Japonia           | 215,5  | 24 0,60     | 209,5  | 24 -0,05    | 220,5  | 20 1,36     | 224,0  | 22 1,42     | 817,1  |
| 13 | David Zauner             | Austria           | 193,5  | 24 -1,15    | 223,0  | 24 -0,35    | 202,0  | 17 0,53     | 202,5  | 19 0,90     | 806,2  |
| 14 | Emmanuel Chedal          | Francja           | 210,0  | 24 -0,31    | 211,5  | 24 0,10     | 199,0  | 20 0,92     | 214,0  | 22 1,19     | 780,9  |
| 15 | Janne Happonen           | Finlandia         | 202,0  | 21 -0,52    | 201,0  | 21 -0,50    | 205,5  | 20 0,63     | 211,5  | 22 0,92     | 777,3  |
| 16 | Kamil Stoch              | Polska            | 186,5  | 24 -0,45    | 207,5  | 24 -0,37    | 203,5  | 20 0,85     | 218,0  | 22 1,19     | 770,0  |
| 17 | Matti Hautamäki          | Finlandia         | 193,5  | 24 -0,88    | 204,0  | 24 -0,30    | 204,0  | 20 1,13     | 204,5  | 22 0,76     | 762,6  |
| 18 | Johan Remen Evensen      | Norwegia          | 199,5  | 24 0,17     | 195,0  | 24 -0,59    | 219,5  | 20 1,18     | 202,0  | 22 1,78     | 756,9  |
| 19 | Michael Uhrmann          | Niemcy            | 185,5  | 24 -0,42    | 201,0  | 24 -0,59    | 211,5  | 22 0,78     | 203,5  | 22 1,07     | 745,7  |
| 20 | Daiki Itō                | Japonia           | 200,5  | 24 -0,02    | 191,5  | 24 -0,55    | 209,5  | 20 1,48     | 197,5  | 22 0,84     | 743,5  |
| 21 | Martin Schmitt           | Niemcy            | 194,0  | 24 -0,36    | 200,0  | 24 -0,43    | 186,5  | 20 0,63     | 193,5  | 22 0,48     | 721,8  |
| 22 | Michael Neumayer         | Niemcy            | 184,5  | 24 -0,25    | 189,5  | 24 -0,72    | 198,5  | 22 1,01     | 205,5  | 22 0,44     | 714,0  |
| 23 | Andrea Morassi           | Włochy            | 163,0  | 21 -1,44    | 188,0  | 24 -0,57    | 201,5  | 22 0,16     | 198,5  | 22 0,44     | 711,4  |
| 24 | Sebastian Colloredo      | Włochy            | 189,0  | 24 0,09     | 194,5  | 24 -0,66    | 193,0  | 22 0,44     | 194,5  | 22 0,57     | 710,0  |
| 25 | Jernej Damjan            | Słowenia          | 200,0  | 24 0,23     | 194,5  | 24 -0,45    | 195,5  | 22 0,70     | 184,0  | 22 0,80     | 708,5  |
| 26 | Borek Sedlák             | Czechy            | 169,5  | 21 -0,44    | 198,0  | 24 -0,25    | 192,5  | 22 0,79     | 201,0  | 22 0,65     | 704,6  |
| 27 | Janne Ahonen             | Finlandia         | 182,0  | 24 -0,56    | 189,5  | 24 -0,54    | 197,0  | 22 0,95     | 197,0  | 22 0,71     | 701,1  |
| 28 | Richard Freitag          | Niemcy            | 181,5  | 21 -0,33    | 198,5  | 24 -0,41    | 170,0  | 22 0,70     | 193,5  | 22 0,36     | 685,7  |
| 29 | Tom Hilde                | Norwegia          | 186,5  | 24 -0,32    | 185,5  | 24 -1,11    | 185,0  | 22 1,04     | 187,5  | 22 0,55     | 680,6  |
| 30 | Robert Hrgota            | Słowenia          | 180,5  | 21 -0,23    | 178,5  | 24 -0,91    | 190,5  | 22 0,45     | 178,5  | 22 0,23     | 674,6  |
| 31 | Lukáš Hlava              | Czechy            | 170,5  | 21 -0,75    | 179,5  | 24 -0,68    | –      | –           | –      | –           | 331,4  |
| 32 | Rafał Śliż               | Polska            | 172,0  | 21 -0,19    | –      | –           | –      | –           | –      | –           | 155,9  |
| 33 | Łukasz Rutkowski         | Polska            | 175,5  | 24 -0,40    | –      | –           | –      | –           | –      | –           | 150,4  |
| 34 | Taku Takeuchi            | Japonia           | 168,5  | 21 0,06     | –      | –           | –      | –           | –      | –           | 149,1  |
| 35 | Jan Matura               | Czechy            | 161,5  | 21 -0,45    | –      | –           | –      | –           | –      | –           | 146,1  |
| 36 | Iwan Karaułow            | Kazachstan        | 160,5  | 21 -0,41    | –      | –           | –      | –           | –      | –           | 144,0  |
| 37 | Vincent Descombes Sevoie | Francja           | 159,0  | 21 -1,07    | –      | –           | –      | –           | –      | –           | 143,8  |
| 38 | Roman Trofimow           | Rosja             | 162,0  | 21 -0,26    | –      | –           | –      | –           | –      | –           | 143,2  |
| 39 | Primož Pikl              | Słowenia          | 160,0  | 21 -0,54    | –      | –           | –      | –           | –      | –           | 139,8  |
| –  | Nicholas Alexander       | Stany Zjednoczone | –      | –           | –      | –           | –      | –           | –      | –           | DNS    |

### Konkurs drużynowy na skoczni HS 215 (21.03.2010)
| M  | Państwo           | Zawodnik              | Skok 1 | Belka | Wiatr | Skok 2 | Belka | Wiatr | Punkty | Nota zespołu |
| -- | ----------------- | --------------------- | ------ | ----- | ----- | ------ | ----- | ----- | ------ | ------------ |
| 1  | Austria           | Wolfgang Loitzl       | 183,5  | 20    | -1,01 | 206,0  | 20    | -0,51 | 398,2  | 1641,4       |
| 1  | Austria           | Thomas Morgenstern    | 215,5  | 22    | -0,27 | 198,0  | 22    | -0,67 | 407,8  | 1641,4       |
| 1  | Austria           | Martin Koch           | 184,5  | 22    | -0,98 | 217,5  | 24    | -0,07 | 381,1  | 1641,4       |
| 1  | Austria           | Gregor Schlierenzauer | 226,5  | 22    | 0,03  | 231,0  | 24    | -0,58 | 454,3  | 1641,4       |
| 2  | Norwegia          | Anders Jacobsen       | 202,0  | 20    | -0,41 | 217,5  | 20    | -0,25 | 426,0  | 1542,3       |
| 2  | Norwegia          | Anders Bardal         | 179,5  | 22    | -0,06 | 189,5  | 22    | -0,64 | 344,8  | 1542,3       |
| 2  | Norwegia          | Johan Remen Evensen   | 197,5  | 22    | -0,86 | 193,5  | 24    | -0,51 | 373,8  | 1542,3       |
| 2  | Norwegia          | Bjørn Einar Romøren   | 214,5  | 22    | 0,26  | 201,5  | 24    | -0,69 | 397,7  | 1542,3       |
| 3  | Finlandia         | Janne Happonen        | 202,5  | 20    | 0,40  | 213,5  | 22    | 0,05  | 398,9  | 1474,3       |
| 3  | Finlandia         | Olli Muotka           | 191,0  | 22    | -0,08 | 166,5  | 22    | -1,13 | 330,5  | 1474,3       |
| 3  | Finlandia         | Matti Hautamäki       | 195,5  | 22    | -0,31 | 194,5  | 24    | -0,55 | 365,6  | 1474,3       |
| 3  | Finlandia         | Harri Olli            | 215,0  | 22    | 0,43  | 190,5  | 24    | -0,74 | 379,3  | 1474,3       |
| 4  | Polska            | Kamil Stoch           | 197,5  | 20    | 0,15  | 222,5  | 22    | 0,24  | 402,8  | 1452,5       |
| 4  | Polska            | Łukasz Rutkowski      | 188,5  | 22    | -0,51 | 143,0  | 22    | -1,08 | 303,4  | 1452,5       |
| 4  | Polska            | Stefan Hula           | 192,5  | 22    | 0,73  | 179,0  | 24    | -0,48 | 329,6  | 1452,5       |
| 4  | Polska            | Adam Małysz           | 218,5  | 22    | 0,48  | 213,5  | 24    | -0,85 | 416,7  | 1452,5       |
| 5  | Czechy            | Lukáš Hlava           | 181,5  | 20    | 0,12  | 203,5  | 22    | 0,53  | 356,0  | 1399,2       |
| 5  | Czechy            | Jan Matura            | 180,5  | 22    | -0,39 | 186,5  | 22    | 0,14  | 336,6  | 1399,2       |
| 5  | Czechy            | Borek Sedlák          | 187,5  | 22    | 0,40  | 180,5  | 24    | -1,04 | 331,9  | 1399,2       |
| 5  | Czechy            | Antonín Hájek         | 191,5  | 22    | -0,35 | 205,5  | 24    | -0,57 | 374,7  | 1399,2       |
| 6  | Słowenia          | Robert Hrgota         | 177,5  | 20    | 0,02  | 189,5  | 22    | 0,19  | 336,2  | 1378,3       |
| 6  | Słowenia          | Jernej Damjan         | 177,0  | 22    | -0,12 | 178,0  | 22    | -0,74 | 327,2  | 1378,3       |
| 6  | Słowenia          | Jurij Tepeš           | 181,5  | 22    | 0,77  | 170,5  | 24    | -0,74 | 306,4  | 1378,3       |
| 6  | Słowenia          | Robert Kranjec        | 219,5  | 22    | 0,34  | 206,5  | 24    | -0,66 | 408,5  | 1378,3       |
| 7  | Niemcy            | Michael Neumayer      | 194,0  | 20    | -0,08 | 193,5  | 22    | -0,01 | 365,0  | 1332,9       |
| 7  | Niemcy            | Richard Freitag       | 164,5  | 22    | -0,04 | 156,5  | 22    | -0,78 | 280,0  | 1332,9       |
| 7  | Niemcy            | Martin Schmitt        | 178,5  | 22    | -0,50 | 182,5  | 24    | -0,38 | 327,1  | 1332,9       |
| 7  | Niemcy            | Michael Uhrmann       | 196,0  | 22    | -0,07 | 193,5  | 24    | -0,39 | 360,8  | 1332,9       |
| 8  | Włochy            | Sebastian Colloredo   | 173,5  | 20    | -0,49 | 189,0  | 22    | 0,22  | 335,4  | 1219,6       |
| 8  | Włochy            | Andrea Morassi        | 198,5  | 22    | -0,46 | 203,0  | 22    | 0,26  | 376,9  | 1219,6       |
| 8  | Włochy            | Roberto Dellasega     | 158,0  | 22    | 0,25  | 160,5  | 24    | -1,19 | 269,7  | 1219,6       |
| 8  | Włochy            | Diego Dellasega       | 131,0  | 22    | -0,48 | 162,5  | 24    | -0,49 | 237,6  | 1219,6       |
| 9  | Rosja             | Gieorgij Czerwiakow   | 134,0  | 20    | -1,03 | –      | –     | –     | 116,4  | 545,0        |
| 9  | Rosja             | Stanisław Oszczepkow  | 156,0  | 22    | -0,31 | –      | –     | –     | 129,0  | 545,0        |
| 9  | Rosja             | Ilja Roslakow         | 172,5  | 22    | 0,69  | –      | –     | –     | 140,1  | 545,0        |
| 9  | Rosja             | Roman Trofimow        | 176,5  | 22    | -0,62 | –      | –     | –     | 159,5  | 545,0        |
| 10 | Stany Zjednoczone | Nicholas Fairall      | 121,0  | 20    | -0,17 | –      | –     | –     | 85,5   | 462,2        |
| 10 | Stany Zjednoczone | Michael Glasder       | 154,0  | 22    | -0,35 | –      | –     | –     | 126,1  | 462,2        |
| 10 | Stany Zjednoczone | Christopher Lamb      | 151,5  | 22    | 0,21  | –      | –     | –     | 114,0  | 462,2        |
| 10 | Stany Zjednoczone | Nicholas Alexander    | 163,5  | 22    | -0,46 | –      | –     | –     | 136,6  | 462,2        |

## Składy reprezentacji
Poniższa tabela przedstawia składy wszystkich reprezentacji, które zgłosiły się do mistrzostw świata w lotach narciarskich w Planicy wraz z zajętymi przez poszczególnych zawodników miejscami. Mimo wcześniejszego powołania do reprezentacji, w żadnych zawodach nie wystartowali: Andreas Kofler, Władimir Zografski, Čestmír Kožíšek, Severin Freund, Christian Ulmer, Marcin Bachleda, Mitja Mežnar, Roar Ljøkelsøy i Shōhei Tochimoto.
Tochimoto nie wystartował, ponieważ podczas serii treningowej przed kwalifikacjami do konkursu indywidualnego upadł, co uniemożliwiło jego start w konkursach, natomiast Ljøkelsøy został powołany do reprezentacji Norwegii, aby w trakcie mistrzostw świata oficjalnie zakończyć sportową karierę. 19 marca na Letalnicy oddał ostatni skok na odległość 197 metrów. Po wylądowaniu odebrał gratulacje od przedstawicieli Międzynarodowej Federacji Narciarskiej.
Dzięki temu, że Gregor Schlierenzauer bronił tytułu mistrza świata z 2008 roku, w konkursie indywidualnym wystartowało pięciu reprezentantów Austrii.
| Zawodnik                 | Data urodzenia       | Miejsca na MŚ 2008 | Miejsca na MŚ 2008 | Miejsca na MŚ 2010 | Miejsca na MŚ 2010 | Źródło  |
| Zawodnik                 | Data urodzenia       | indywidualnie      | drużynowo          | indywidualnie      | drużynowo          | Źródło  |
| ------------------------ | -------------------- | ------------------ | ------------------ | ------------------ | ------------------ | ------- |
| Austria (6)              |                      |                    |                    |                    |                    |         |
| Martin Koch              | 22 stycznia 1982     | 2                  | 1                  | 10                 | 1                  | [ 38 ]  |
| Andreas Kofler           | 17 maja 1984         | 16                 | 1                  | –                  | –                  | [ 39 ]  |
| Wolfgang Loitzl          | 13 stycznia 1980     | –                  | –                  | 6                  | 1                  | [ 40 ]  |
| Thomas Morgenstern       | 30 października 1986 | 7                  | 1                  | 7                  | 1                  | [ 41 ]  |
| Gregor Schlierenzauer    | 7 stycznia 1990      | 1                  | 1                  | 2                  | 1                  | [ 42 ]  |
| David Zauner             | 9 maja 1985          | –                  | –                  | 13                 | –                  | [ 43 ]  |
| Bułgaria (2)             |                      |                    |                    |                    |                    |         |
| Bogomił Pawłow           | 18 stycznia 1992     | –                  | –                  | q                  | –                  | [ 44 ]  |
| Władimir Zografski       | 14 lipca 1993        | –                  | –                  | –                  | –                  | [ 45 ]  |
| Czechy (5)               |                      |                    |                    |                    |                    |         |
| Antonín Hájek            | 12 lutego 1987       | 20                 | 6                  | 8                  | 5                  | [ 46 ]  |
| Lukáš Hlava              | 10 września 1984     | –                  | –                  | 31                 | 5                  | [ 47 ]  |
| Čestmír Kožíšek          | 9 listopada 1991     | –                  | –                  | –                  | –                  | [ 48 ]  |
| Jan Matura               | 29 stycznia 1980     | 33                 | 6                  | 35                 | 5                  | [ 49 ]  |
| Borek Sedlák             | 15 czerwca 1981      | 31                 | 6                  | 26                 | 5                  | [ 50 ]  |
| Finlandia (6)            |                      |                    |                    |                    |                    |         |
| Janne Ahonen             | 11 maja 1977         | 3                  | 2                  | 27                 | –                  | [ 52 ]  |
| Janne Happonen           | 18 czerwca 1984      | 5                  | 2                  | 15                 | 3                  | [ 53 ]  |
| Matti Hautamäki          | 14 lipca 1981        | 14                 | 2                  | 17                 | 3                  | [ 54 ]  |
| Kalle Keituri            | 25 kwietnia 1984     | –                  | –                  | –                  | –                  | [ 55 ]  |
| Olli Muotka              | 14 lipca 1988        | –                  | –                  | –                  | 3                  | [ 56 ]  |
| Harri Olli               | 15 stycznia 1985     | 6                  | 2                  | 11                 | 3                  | [ 57 ]  |
| Francja (2)              |                      |                    |                    |                    |                    |         |
| Emmanuel Chedal          | 15 stycznia 1983     | 24                 | 8                  | 14                 | –                  | [ 58 ]  |
| Vincent Descombes Sevoie | 9 stycznia 1984      | q                  | 8                  | 37                 | –                  | [ 59 ]  |
| Japonia (4)              |                      |                    |                    |                    |                    |         |
| Daiki Itō                | 27 grudnia 1985      | 27                 | 7                  | 20                 | –                  | [ 60 ]  |
| Noriaki Kasai            | 6 czerwca 1972       | 35                 | 7                  | 12                 | –                  | [ 61 ]  |
| Taku Takeuchi            | 20 maja 1987         | 39                 | 7                  | 34                 | –                  | [ 62 ]  |
| Shōhei Tochimoto         | 21 grudnia 1989      | 25                 | 7                  | –                  | –                  | [ 63 ]  |
| Kazachstan (3)           |                      |                    |                    |                    |                    |         |
| Iwan Karaułow            | 23 czerwca 1980      | –                  | –                  | 36                 | –                  | [ 64 ]  |
| Nikołaj Karpienko        | 10 sierpnia 1981     | 40                 | 13                 | q                  | –                  | [ 65 ]  |
| Aleksiej Korolow         | 20 czerwca 1987      | q                  | 13                 | q                  | –                  | [ 66 ]  |
| Korea Południowa (2)     |                      |                    |                    |                    |                    |         |
| Choi Heung-chul          | 3 grudnia 1981       | q                  | –                  | q                  | –                  | [ 67 ]  |
| Kim Hyun-ki              | 9 lutego 1983        | q                  | –                  | q                  | –                  | [ 68 ]  |
| Niemcy (6)               |                      |                    |                    |                    |                    |         |
| Richard Freitag          | 14 sierpnia 1991     | –                  | –                  | 28                 | 7                  | [ 69 ]  |
| Severin Freund           | 11 maja 1988         | –                  | –                  | –                  | –                  | [ 70 ]  |
| Michael Neumayer         | 15 stycznia 1979     | 21                 | 4                  | 22                 | 7                  | [ 71 ]  |
| Martin Schmitt           | 29 stycznia 1978     | 15                 | 4                  | 21                 | 7                  | [ 72 ]  |
| Michael Uhrmann          | 16 września 1978     | 19                 | 4                  | 19                 | 7                  | [ 73 ]  |
| Christian Ulmer          | 19 sierpnia 1984     | –                  | –                  | –                  | –                  | [ 74 ]  |
| Norwegia (6)             |                      |                    |                    |                    |                    |         |
| Anders Bardal            | 24 sierpnia 1982     | 18                 | 3                  | –                  | 2                  | [ 75 ]  |
| Johan Remen Evensen      | 16 września 1985     | –                  | –                  | 18                 | 2                  | [ 76 ]  |
| Tom Hilde                | 22 września 1987     | 11                 | 3                  | 29                 | –                  | [ 77 ]  |
| Anders Jacobsen          | 17 lutego 1985       | 10                 | 3                  | 3                  | 2                  | [ 78 ]  |
| Roar Ljøkelsøy           | 31 maja 1976         | 32                 | –                  | –                  | –                  | [ 79 ]  |
| Bjørn Einar Romøren      | 1 kwietnia 1981      | 4                  | 3                  | 9                  | 2                  | [ 80 ]  |
| Polska (6)               |                      |                    |                    |                    |                    |         |
| Marcin Bachleda          | 4 września 1982      | q                  | –                  | –                  | –                  | [ 82 ]  |
| Stefan Hula              | 29 września 1986     | –                  | 10                 | –                  | 4                  | [ 83 ]  |
| Adam Małysz              | 3 grudnia 1977       | 9                  | 10                 | 4                  | 4                  | [ 84 ]  |
| Łukasz Rutkowski         | 22 stycznia 1988     | –                  | –                  | 33                 | 4                  | [ 85 ]  |
| Kamil Stoch              | 25 maja 1987         | 34                 | 10                 | 16                 | 4                  | [ 86 ]  |
| Rafał Śliż               | 11 lipca 1983        | –                  | –                  | 32                 | –                  | [ 87 ]  |
| Rosja (4)                |                      |                    |                    |                    |                    |         |
| Gieorgij Czerwiakow      | 15 lutego 1990       | –                  | –                  | q                  | 9                  | [ 89 ]  |
| Stanisław Oszczepkow     | 21 marca 1989        | –                  | –                  | q                  | 9                  | [ 90 ]  |
| Ilja Roslakow            | 18 lutego 1983       | –                  | –                  | q                  | 9                  | [ 91 ]  |
| Roman Trofimow           | 19 listopada 1989    | –                  | –                  | 38                 | 9                  | [ 92 ]  |
| Słowacja (1)             |                      |                    |                    |                    |                    |         |
| Tomáš Zmoray             | 26 lipca 1989        | –                  | –                  | q                  | –                  | [ 93 ]  |
| Słowenia (6)             |                      |                    |                    |                    |                    |         |
| Jernej Damjan            | 28 maja 1983         | 12                 | 12                 | 25                 | 6                  | [ 94 ]  |
| Robert Hrgota            | 2 sierpnia 1988      | –                  | –                  | 30                 | 6                  | [ 95 ]  |
| Robert Kranjec           | 16 lipca 1981        | 17                 | 12                 | 5                  | 6                  | [ 96 ]  |
| Mitja Mežnar             | 30 czerwca 1988      | –                  | –                  | –                  | –                  | [ 97 ]  |
| Primož Pikl              | 25 sierpnia 1982     | –                  | –                  | 39                 | –                  | [ 98 ]  |
| Jurij Tepeš              | 14 lutego 1989       | q                  | 12                 | –                  | 6                  | [ 99 ]  |
| Stany Zjednoczone (4)    |                      |                    |                    |                    |                    |         |
| Nicholas Alexander       | 24 sierpnia 1988     | –                  | –                  | DNS                | 10                 | [ 100 ] |
| Nicholas Fairall         | 6 lipca 1989         | –                  | –                  | q                  | 10                 | [ 101 ] |
| Michael Glasder          | 27 marca 1989        | –                  | –                  | q                  | 10                 | [ 102 ] |
| Christopher Lamb         | 21 czerwca 1989      | –                  | –                  | q                  | 10                 | [ 103 ] |
| Szwajcaria (1)           |                      |                    |                    |                    |                    |         |
| Simon Ammann             | 25 czerwca 1981      | 8                  | 9                  | 1                  | –                  | [ 104 ] |
| Szwecja (2)              |                      |                    |                    |                    |                    |         |
| Fredrik Balkåsen         | 13 maja 1989         | –                  | –                  | q                  | –                  | [ 105 ] |
| Isak Grimholm            | 25 marca 1985        | q                  | –                  | q                  | –                  | [ 106 ] |
| Włochy (4)               |                      |                    |                    |                    |                    |         |
| Sebastian Colloredo      | 9 września 1987      | 36                 | –                  | 24                 | 8                  | [ 107 ] |
| Diego Dellasega          | 5 grudnia 1990       | –                  | –                  | q                  | 8                  | [ 108 ] |
| Roberto Dellasega        | 15 czerwca 1990      | –                  | –                  | q                  | 8                  | [ 109 ] |
| Andrea Morassi           | 30 sierpnia 1988     | q                  | –                  | 23                 | 8                  | [ 110 ] |

## Upadki
Dnia 18 marca 2010 podczas drugiej serii treningowej przed kwalifikacjami do konkursu indywidualnego swojego skoku nie ustał Shōhei Tochimoto. Japończyk upadł na 90. metrze.
W pozostałych startach, zarówno w treningach, seriach próbnych, kwalifikacjach, jak i seriach konkursowych nie odnotowano upadku żadnego z zawodników.

## Rekordy życiowe
Podczas dwóch serii treningowych przed kwalifikacjami do konkursu indywidualnego dwunastu zawodników pobiło swoje rekordy życiowe w długości skoku narciarskiego. Skoczkowie, którzy tego dokonali to: Gieorgij Czerwiakow (156 m), Fredrik Balkåsen (180 m), Bogomił Pawłow (122 m), Rafał Śliż (199 m), Stanisław Oszczepkow (163 m), Roman Trofimow (186 m), Richard Freitag (185 m), Roberto Dellasega (183,5 m), Lukáš Hlava (196 m), Vincent Descombes Sevoie (200 m), Antonín Hájek (228,5 m) oraz Noriaki Kasai (215,5 m).
W kwalifikacjach do konkursu indywidualnego rekordy życiowe pobili: Bogomił Pawłow (123 m) oraz Simon Ammann (225,5 m), którego dotychczasowy rekord wynosił 219 metrów. W serii próbnej przed pierwszą serią konkursu indywidualnego najlepszy życiowy rezultat osiągnął pierwszy zawodnik na liście startowej, Nicholas Alexander, który skoczył 184,5 metra.
Także w samych zawodach kilku zawodnikom udało się poprawić swoje najlepsze wyniki w karierze. W pierwszej serii Noriaki Kasai wyrównał rekord życiowy (215,5 m), a następnie dwukrotnie go poprawił – w trzeciej rundzie skoczył 220,5 metra, a w czwartej – 224 metry. W drugiej serii skoków rekordy życiowe pobili także: Richard Freitag (198,5 m) i David Zauner (223 m). Podczas trzeciej konkursowej serii najlepsze życiowe rezultaty poprawiło dwóch zawodników – Anders Jacobsen (230,5 m) i Wolfgang Loitzl (213,5 m), a Thomas Morgenstern wyrównał swój rekord życiowy, skacząc 225,5 metra. W ostatniej rundzie konkursu indywidualnego Kamil Stoch uzyskał 218 metrów, Antonín Hájek lądował na 236. metrze, a Simon Ammann uzyskał 236,5 metra. Wyniki te stały się rekordami życiowymi tych zawodników.
W serii próbnej przed zawodami drużynowymi dwóm zawodnikom udało się pobić swoje rekordy życiowe. Pierwszym z nich był startujący w drugiej grupie Rosjanin Stanisław Oszczepkow, który uzyskał 163,5 metra. W trzeciej grupie zawodników swój rekord życiowy poprawił natomiast reprezentant Włoch, Roberto Dellasega, który lądował na 192,5 metrze.
Dodatkowo w konkursie głównym jeszcze dwaj skoczkowie oddali najlepszą w życiu próbę. Oba skoki miały miejsce w drugiej serii konkursowej, podczas pierwszej grupy zawodników. Najpierw Lukáš Hlava po raz pierwszy w karierze uzyskał odległość powyżej 200 metrów, lądując na 203,5 metrze, a później rekord życiowy, ustanowiony w konkursie indywidualnym poprawił Kamil Stoch, który uzyskał 222,5 metra.

## Przedskoczkowie
Wśród przedskoczków, którzy startowali podczas Mistrzostw Świata w Lotach Narciarskich 2010 znalazło się kilkunastu zawodników, którzy w swojej karierze zdobywali punkty Pucharu Świata, Pucharu Kontynentalnego czy medale igrzysk olimpijskich. Wśród słoweńskich przedskoczków znalazł się między innymi Rok Urbanc, który wygrał jeden z konkursów Pucharu Świata w sezonie 2006/2007. W Planicy zaprezentowało się także czterech przedskoczków z Austrii, którzy regularnie zdobywali punkty Pucharu Kontynentalnego. Byli to: Mario Innauer, Stefan Thurnbichler, Thomas Thurnbichler i David Unterberger. Jako przedskoczkowie startowali także kombinatorzy norwescy, reprezentanci Stanów Zjednoczonych – Bill Demong (mistrz i wicemistrz olimpijski z Vancouver), Johnny Spillane (trzykrotny wicemistrz olimpijski z Vancouver) i Todd Lodwick (wicemistrz olimpijski z 2010 roku). W roli przedskoczka wystąpili także Kimmo Yliriesto, mistrz świata juniorów z 2001 roku i Christian Ulmer, który siedmiokrotnie zdobywał punkty do klasyfikacji Pucharu Świata.